# Sekai daisensô
Sekai Daisensō (世界大戦争, Ultimul război) este un film SF japonez din 1961 regizat de Shūe Matsubayashi. În rolurile principale joacă actorii Frankie Sakai, Akira Takarada.

## Actori
- Frankie Sakai - Mokichi Tamura
- Akira Takarada - Takano
- Yuriko Hoshi - Saeko Tamura
- Nobuko Otowa - soția lui Tamura
- So Yamamura - prim-ministru al Japoniei